# José Ramón Flórez
José Ramón García Flórez, más conocido en el mundo musical como "J.R. Flórez", es un compositor y productor español.

## Biografía
J.R. Flórez ha compuesto canciones y producido discos para muchos de los más exitosos artistas que grabaron canciones en México durante la década de los 80. Su trabajo incluye composiciones de gran éxito (contando varios número uno) para muchos cantantes de renombre entre los cuales destacan: Yuri, Daniela Romo, Ángela Carrasco, Lucero, Tatiana, Alejandra Guzmán, Mijares, Pandora, Paulina Rubio, Sergio Dalma, Rocío Banquells, Fandango, y Lucía Méndez, entre otros.
Durante la década de los 90's también fue un muy importante compositor y productor en álbumes para Fey, Sentidos Opuestos y OV7.
Flórez también ha producido álbumes para otros artistas en los años 2000, tales como: Hugo, Sergio Rivero y Andy y Lucas.
En 2018 inició una demanda en contra de Sony Music por pago de regalías por el uso de sus canciones.

## Créditos en composiciones

### Canciones escritas
| Discografía        | Discografía                               | Discografía                            | Discografía                                                            |
| Artista            | Álbum                                     | Canción                                | Coescrito con                                                          |
| ------------------ | ----------------------------------------- | -------------------------------------- | ---------------------------------------------------------------------- |
| Luis Miguel        | Decídete (1983)                           | "Soy como soy"                         | Joe López                                                              |
| Luis Miguel        | Palabra de Honor (1984)                   | "Isabel"                               | J. Giralt                                                              |
| Pandora            | Pandora (1985)                            | "Cuando no estás conmigo"              |                                                                        |
| Pandora            | Pandora (1985)                            | "Déjame"                               | Di Felisatti                                                           |
| Pandora            | Pandora (1985)                            | "Todo por amor"                        |                                                                        |
| Pandora            | Pandora (1985)                            | "Volver a empezar"                     |                                                                        |
| Azúcar Moreno      | Con la miel en los labios (1984)          | "Luna Coqueta"                         | A. Marcos                                                              |
| Azúcar Moreno      | Con la miel en los labios (1984)          | "El Girasol (Dime si me quieres)"      | A. Marcos                                                              |
| José Vélez         | Que No Pare el Amor (1985)                | "Que no pare el amor"                  |                                                                        |
| Julian             | De Repente (1985)                         | "Te Amo"                               | M. Larami                                                              |
| Julian             | De Repente (1985)                         | "De Repente"                           |                                                                        |
| Julian             | De Repente (1985)                         | "Por Que Te Quiero Querer"             | Jesús Gluck                                                            |
| Rocio Banquells    | Rocío Banquells (1985)                    | "Este hombre no se toca"               | Di Felisatti                                                           |
| Rocio Banquells    | Rocío Banquells (1985)                    | "Abrázame"                             | Di Felisatti                                                           |
| Rocio Banquells    | Rocío Banquells (1985)                    | "No moriré por ti"                     |                                                                        |
| Rocio Banquells    | Rocío Banquells (1985)                    | "Habría que inventarte"                |                                                                        |
| Rocio Banquells    | Rocío Banquells (1985)                    | "Amantes"                              | Di Felisatti                                                           |
| Rocio Banquells    | Rocío Banquells (1985)                    | "Ocrilu"                               | Marco Colucci, Franco Miseria, Silvio Testi                            |
| Rocio Banquells    | Rocío Banquells (1985)                    | "Luna Mágica"                          | Di Felisatti                                                           |
| Rocio Banquells    | Rocío Banquells (1985)                    | "Ayúdame"                              | Di Felisatti                                                           |
| Rocio Banquells    | Rocío Banquells (1985)                    | "Quien me roba el corazón"             | Di Felisatti                                                           |
| Tatiana            | Chicas de Hoy (1985)                      | "Chicas de hoy"                        | Di Felisatti                                                           |
| Tatiana            | Chicas de Hoy (1985)                      | "Comico"                               |                                                                        |
| Tatiana            | Chicas de Hoy (1985)                      | "Quien soy yo"                         | Di Felisatti                                                           |
| Tatiana            | Chicas de Hoy (1985)                      | "Chicos, chicos"                       | Gian Pietro Felisatti                                                  |
| Pandora            | Otra vez (álbum de Pandora)(1986)         | "Como una mariposa"                    | Di Felisatti                                                           |
| Pandora            | Otra vez (álbum de Pandora)(1986)         | "Ayúdame"                              | Di Felisatti                                                           |
| Pandora            | Otra vez (álbum de Pandora)(1986)         | "Adiós amor, adiós"                    | Di Felisatti                                                           |
| Pandora            | Otra vez (álbum de Pandora)(1986)         | "Solitario Traidor"                    | Di Felisatti                                                           |
| Mijares            | Soñador (1986)                            | "Nunca sabrás amar"                    |                                                                        |
| Mijares            | Soñador (1986)                            | "Bella"                                |                                                                        |
| Mijares            | Soñador (1986)                            | "Amor has de esperar"                  |                                                                        |
| Mijares            | Soñador (1986)                            | "Culpable"                             |                                                                        |
| Daniela Romo       | Mujer de todos, mujer de nadie (1986)     | "Veneno para dos"                      | Di Felisatti                                                           |
| Daniela Romo       | Mujer de todos, mujer de nadie (1986)     | "Confesiones"                          | Di Felisatti                                                           |
| Daniela Romo       | Mujer de todos, mujer de nadie (1986)     | "Mujer de todos, mujer de nadie"       | Di Felisatti, Gastaldo                                                 |
| Verónica Castro    | Simplemente Todo (1986)                   | "Nunca lo sabrá"                       | Arango                                                                 |
| Rocio Banquells    | Con El (1986)                             | "Será Será"                            | Di Felisatti                                                           |
| Rocio Banquells    | Con El (1986)                             | "No soy una muñeca"                    | Di Felisatti                                                           |
| Rocio Banquells    | Con El (1986)                             | "Nadie"                                | Di Felisatti                                                           |
| Rocio Banquells    | Con El (1986)                             | "Necesito Amor"                        | Di Felisatti                                                           |
| Rocio Banquells    | Con El (1986)                             | "Quiéreme"                             | Di Felisatti                                                           |
| Rocio Banquells    | Con El (1986)                             | "Por un amigo"                         | Di Felisatti, Gastaldo                                                 |
| Mijares            | Amor y Rock and roll (1987)               | "No se murió el amor"                  | Di Felisatti                                                           |
| Mijares            | Amor y Rock and roll (1987)               | "Solamente un hombre"                  | Gluck                                                                  |
| Mijares            | Amor y Rock and roll (1987)               | "El amor no tiene fronteras"           |                                                                        |
| Mijares            | Amor y Rock and roll (1987)               | "Mónica"                               |                                                                        |
| Mijares            | Amor y Rock and roll (1987)               | "Corazones Rebeldes"                   |                                                                        |
| Mijares            | Amor y Rock and roll (1987)               | "Poco a poco"                          |                                                                        |
| Daniela Romo       | Gitana (1987)                             | "Lo que las mujeres callamos"          | Di Felisatti                                                           |
| Daniela Romo       | Gitana (1987)                             | "El poder del amor"                    | Gluck                                                                  |
| Tatiana            | Baila Conmigo (1987)                      | "Necesito tu amor"                     | Di Felisatti                                                           |
| Tatiana            | Baila Conmigo (1987)                      | "Donde vas amor"                       | Di Felisatti                                                           |
| Tatiana            | Baila Conmigo (1987)                      | "Momentos"                             | Di Felisatti                                                           |
| Tatiana            | Baila Conmigo (1987)                      | "Feliz"                                | Di Felisatti                                                           |
| Tatiana            | Baila Conmigo (1987)                      | "Fuerza Chicos"                        | Di Felisatti                                                           |
| Tatiana            | Baila Conmigo (1987)                      | "Baila Conmigo"                        | Di Felisatti                                                           |
| Tatiana            | Baila Conmigo (1987)                      | "Siempre Pienso en ti"                 |                                                                        |
| Tatiana            | Baila Conmigo (1987)                      | "Bandolero"                            | Di Felisatti                                                           |
| Tatiana            | Baila Conmigo (1987)                      | "El País de nunca jamás"               |                                                                        |
| Pandora            | Huellas (1987)                            | "Locos por la música"                  |                                                                        |
| Pandora            | Huellas (1987)                            | "Cinco minutos de amor"                | Di Felisatti                                                           |
| Pandora            | Huellas (1987)                            | "Fuera de mi corazón"                  | Cerrone                                                                |
| Pandora            | Huellas (1987)                            | "Mi Hombre"                            | Di Felisatti                                                           |
| Varios             | Esta Navidad (1987)                       | "Esta Navidad"                         |                                                                        |
| Fandango (banda)   | Autos, Moda y Rock N Roll (1987)          | "Autos, Moda y Rock N Roll"            | Loris Ceroni                                                           |
| Fandango (banda)   | Autos, Moda y Rock N Roll (1987)          | "Irresistible Seducción"               | Antonio Marcos                                                         |
| Fandango (banda)   | Autos, Moda y Rock N Roll (1987)          | "Otra vez mañana"                      |                                                                        |
| Fandango (banda)   | Autos, Moda y Rock N Roll (1987)          | "Canta Salta Baila"                    |                                                                        |
| Arianna            | No digas nunca jamás (1987)               | "No Quiero Ser Tu Cómplice"            |                                                                        |
| Arianna            | No digas nunca jamás (1987)               | "Con Quien Estás"                      |                                                                        |
| Arianna            | No digas nunca jamás (1987)               | "Eres"                                 |                                                                        |
| Arianna            | No digas nunca jamás (1987)               | "Noche Tras Noche"                     | Loris Cerroni                                                          |
| Arianna            | No digas nunca jamás (1987)               | "A Ti"                                 |                                                                        |
| Arianna            | No digas nunca jamás (1987)               | "Siempre Pasa Igual"                   |                                                                        |
| Arianna            | No digas nunca jamás (1987)               | "A Flor De Piel"                       |                                                                        |
| Arianna            | No digas nunca jamás (1987)               | "Señora Y Dama"                        |                                                                        |
| Fausto             | Con Ganas (1987)                          | "Basta perder la cabeza"               | Jesús Gluck                                                            |
| Fausto             | Con Ganas (1987)                          | "Todo por nada"                        |                                                                        |
| Fausto             | Con Ganas (1987)                          | "Fiesta del trópico"                   | Jesús Gluck                                                            |
| Mijares            | Uno entre mil (1988)                      | "Un centavo de amor"                   | Di Felisatti                                                           |
| Mijares            | Uno entre mil (1988)                      | "Como un ladrón"                       | Pinilla                                                                |
| Mijares            | Uno entre mil (1988)                      | "Con un nudo en la garganta"           |                                                                        |
| Mijares            | Uno entre mil (1988)                      | "La guerra del amor"                   |                                                                        |
| Mijares            | Uno entre mil (1988)                      | "Uno entre mil"                        |                                                                        |
| Mijares            | Uno entre mil (1988)                      | "Nube Azul"                            |                                                                        |
| Alejandra Guzmán   | Bye mamá (1988)                           | "Hay Punkies En Moscú"                 | Loris Ceroni, Miguel Blasco                                            |
| Alejandra Guzmán   | Bye mamá (1988)                           | "Bye Mamá"                             | Di Felisatti                                                           |
| Alejandra Guzmán   | Bye mamá (1988)                           | "Luz de luna"                          | Loris Ceroni, Miguel Blasco                                            |
| Alejandra Guzmán   | Bye mamá (1988)                           | "Sin límites"                          | Di Felisatti                                                           |
| Alejandra Guzmán   | Bye mamá (1988)                           | "Buena onda"                           | Pablo Pinilla                                                          |
| Alejandra Guzmán   | Bye mamá (1988)                           | "Pablo"                                | Di Felisatti                                                           |
| Alejandra Guzmán   | Bye mamá (1988)                           | "En El Calor De La Noche"              | Di Felisatti                                                           |
| Alejandra Guzmán   | Bye mamá (1988)                           | "La Gata En El Tejado"                 | Di Felisatti                                                           |
| Tatiana            | Un lobo en la noche (1988)                | "Cómico"                               |                                                                        |
| Tatiana            | Un lobo en la noche (1988)                | "Quién soy yo"                         | Di Felisatti                                                           |
| Tatiana            | Un lobo en la noche (1988)                | "Noche Oriental"                       |                                                                        |
| Tatiana            | Un lobo en la noche (1988)                | "Peligro en el elevador"               | Di Felisatti                                                           |
| Ángela Carrasco    | Boca Rosa (1988)                          | "Dama"                                 | Di Felisatti                                                           |
| Ángela Carrasco    | Boca Rosa (1988)                          | "Necesito tu olor"                     | Di Felisatti                                                           |
| Ángela Carrasco    | Boca Rosa (1988)                          | "Ola de calor"                         | Di Felisatti                                                           |
| Ángela Carrasco    | Boca Rosa (1988)                          | "Lo quiero a morir"                    | Di Felisatti                                                           |
| Ángela Carrasco    | Boca Rosa (1988)                          | "Machos"                               | Di Felisatti                                                           |
| Ángela Carrasco    | Boca Rosa (1988)                          | "La ley de la selva"                   |                                                                        |
| Ángela Carrasco    | Boca Rosa (1988)                          | "Perfume de Aventura"                  | Di Felisatti                                                           |
| Yuri               | Aire (1988)                               | "Cuando baja la marea"                 | Di Felisatti                                                           |
| Yuri               | Aire (1988)                               | "Qué te pasa"                          | Di Felisatti                                                           |
| Yuri               | Aire (1988)                               | "Tonto"                                |                                                                        |
| Yuri               | Aire (1988)                               | "Bubalu"                               |                                                                        |
| Yuri               | Isla del sol (1988)                       | "Hola"                                 | Loris Cerroni, Claudio Rabello                                         |
| Yuri               | Isla del sol (1988)                       | "Imposible amarte como yo"             | Di Felisatti                                                           |
| Yuri               | Isla del sol (1988)                       | "Touche"                               | Di Felisatti                                                           |
| Yuri               | Isla del sol (1988)                       | "Veneno"                               | Loris Cerroni                                                          |
| Yuri               | Isla del sol (1988)                       | "Isla del sol"                         | Di Felisatti                                                           |
| Yuri               | Isla del sol (1988)                       | "Hombres al borde de un ataque"        | Claudio Rabello                                                        |
| Yuri               | Isla del sol (1988)                       | "No puedo más"                         | Di Felisatti                                                           |
| Yuri               | Isla del sol (1988)                       | "Miel y Limon (On the Rocks)"          | Rita Lee                                                               |
| Yuri               | Isla del sol (1988)                       | "Vivir a dos"                          | Claudio Rabello                                                        |
| Yuri               | Isla del sol (1988)                       | "Entre mujer y marido"                 | Di Felisatti                                                           |
| Lucía Méndez       | Lucia es luna morena (1989)               | "Nos aburriremos juntos"               |                                                                        |
| Lucía Méndez       | Lucia es luna morena (1989)               | "Tormenta de verano"                   |                                                                        |
| Lucía Méndez       | Lucia es luna morena (1989)               | "Devuélveme el amor"                   | G.P. Felisatti                                                         |
| Lucía Méndez       | Lucia es luna morena (1989)               | "Juntos por costumbre"                 | G.P. Felisatti                                                         |
| Lucía Méndez       | Lucia es luna morena (1989)               | "Nube viajera"                         | G.P. Felisatti                                                         |
| Lucía Méndez       | Lucia es luna morena (1989)               | "No hay hombres"                       |                                                                        |
| Lucía Méndez       | Lucia es luna morena (1989)               | "Quién será"                           | G.P. Felisatti                                                         |
| Lucía Méndez       | Lucia es luna morena (1989)               | "Secreto"                              | Porru Tansini                                                          |
| Lucía Méndez       | Lucia es luna morena (1989)               | "Luna Morena (Creo en el amor)"        |                                                                        |
| Lucía Méndez       | Lucia es luna morena (1989)               | "Un Poquito de sabor"                  | G.P. Felisatti, M. Blasco                                              |
| Lucero             | Cuéntame (1989)                           | "Tanto"                                | Di Felisatti                                                           |
| Lucero             | Cuéntame (1989)                           | "Cuentame"                             | Caesar Valle                                                           |
| Lucero             | Cuéntame (1989)                           | "Caso Perdido"                         | Caesar Valle                                                           |
| Lucero             | Cuéntame (1989)                           | "Tiempo de Amarte"                     | Miguel Blasco                                                          |
| Lucero             | Cuéntame (1989)                           | "Me gusta tu dinero"                   |                                                                        |
| Lucero             | Cuéntame (1989)                           | "Corazón a la deriva"                  | Caesar Valle                                                           |
| Lucero             | Cuéntame (1989)                           | "Nada duele más que tu ausencia"       |                                                                        |
| Lucero             | Cuéntame (1989)                           | "Lento"                                | Miguel Blasco                                                          |
| Lucero             | Cuéntame (1989)                           | "Hojas Secas"                          | Caesar Valle                                                           |
| Lucero             | Cuéntame (1989)                           | "Madre"                                | Di Felisatti                                                           |
| Alejandra Guzmán   | Eternamente bella (1990)                  | "Sheriff"                              |                                                                        |
| Alejandra Guzmán   | Eternamente bella (1990)                  | "Llama por favor"                      | Gian Pietro Felisatti                                                  |
| Alejandra Guzmán   | Eternamente bella (1990)                  | "Eternamente Bella"                    | Gian Pietro Felisatti                                                  |
| Alejandra Guzmán   | Eternamente bella (1990)                  | "Estoy bien"                           |                                                                        |
| Alejandra Guzmán   | Eternamente bella (1990)                  | "Qué me das"                           | Caesar Valle                                                           |
| Alejandra Guzmán   | Eternamente bella (1990)                  | "Cuidado con el corazón"               | Caesar Valle                                                           |
| Alejandra Guzmán   | Eternamente bella (1990)                  | "Cámara de Gas"                        |                                                                        |
| Alejandra Guzmán   | Flor de papel (álbum)(1991)               | "Provocación"                          | Caesar Valle                                                           |
| Alejandra Guzmán   | Flor de papel (álbum)(1991)               | "Quiero armar un escándalo"            |                                                                        |
| Alejandra Guzmán   | Flor de papel (álbum)(1991)               | "Güera"                                |                                                                        |
| Alejandra Guzmán   | Flor de papel (álbum)(1991)               | "La ciudad ardió"                      | Caesar Valle                                                           |
| Alejandra Guzmán   | Flor de papel (álbum)(1991)               | "Reina de Corazones"                   | Caesar Valle                                                           |
| Alejandra Guzmán   | Flor de papel (álbum)(1991)               | "Vivir contra corriente"               |                                                                        |
| Alejandra Guzmán   | Flor de papel (álbum)(1991)               | "Rosas Rojas"                          | Caesar Valle                                                           |
| Alejandra Guzmán   | Flor de papel (álbum)(1991)               | "Me cuesta mucho amarte"               | Caesar Valle                                                           |
| Alejandra Guzmán   | Flor de papel (álbum)(1991)               | "Dame un martillo"                     | Miguel Blasco                                                          |
| Paulina Rubio      | La chica dorada (álbum)(1992)             | "Mío"                                  | Caesar Valle                                                           |
| Paulina Rubio      | La chica dorada (álbum)(1992)             | "Dime si soy sexy"                     | Caesar Valle                                                           |
| Paulina Rubio      | La chica dorada (álbum)(1992)             | "Sabor a miel"                         | Caesar Valle                                                           |
| Paulina Rubio      | La chica dorada (álbum)(1992)             | "La chica dorada"                      | Caesar Valle, Paulina Rubio                                            |
| Paulina Rubio      | La chica dorada (álbum)(1992)             | "Sangre Latina"                        | Caesar Valle                                                           |
| Paulina Rubio      | La chica dorada (álbum)(1992)             | "Amarte en Libertad"                   | Di Felisatti                                                           |
| Paulina Rubio      | La chica dorada (álbum)(1992)             | "Amor de Mujer"                        | Di Felisatti                                                           |
| Guillermo Davila   | Por amarte tanto (1992)                   | "Cuando se acaba el amor"              | Di Felisatti                                                           |
| Guillermo Davila   | Por amarte tanto (1992)                   | "La canción con la que nos enamoramos" | Caesar Valle                                                           |
| Guillermo Davila   | Por amarte tanto (1992)                   | "Carne Morena"                         | Di Gastaldo                                                            |
| Guillermo Davila   | Por amarte tanto (1992)                   | "Barco a la deriva"                    | Caesar Valle                                                           |
| Guillermo Davila   | Por amarte tanto (1992)                   | "Luces de Neón"                        | M. Blasco                                                              |
| Guillermo Davila   | Por amarte tanto (1992)                   | "Por amarte tanto"                     | Caesar Valle                                                           |
| Guillermo Davila   | Por amarte tanto (1992)                   | "La Mujer de mi vida"                  | Caesar Valle                                                           |
| Guillermo Davila   | Por amarte tanto (1992)                   | "Mala Vida"                            | Caesar Valle                                                           |
| Guillermo Davila   | Por amarte tanto (1992)                   | "Los caminos del corazón"              | Caesar Valle                                                           |
| Guillermo Davila   | Por amarte tanto (1992)                   | "No dejaré de amarte nunca"            | Caesar Valle                                                           |
| Sentidos Opuestos  | Sentidos Opuestos (1993)                  | "No sé que me gusta de ti"             | Caesar Valle                                                           |
| Sentidos Opuestos  | Sentidos Opuestos (1993)                  | "Fuego en la piel"                     | Caesar Valle                                                           |
| Sentidos Opuestos  | Sentidos Opuestos (1993)                  | "A dónde vas sin mi"                   | Caesar Valle                                                           |
| Sentidos Opuestos  | Sentidos Opuestos (1993)                  | "Escríbeme en el cielo"                | Caesar Valle                                                           |
| Sentidos Opuestos  | Sentidos Opuestos (1993)                  | "De la mano del ángel"                 | Caesar Valle                                                           |
| Sentidos Opuestos  | Sentidos Opuestos (1993)                  | "Duro de Pelar"                        | Caesar Valle                                                           |
| Sentidos Opuestos  | Sentidos Opuestos (1993)                  | "Cuando sueñas"                        | Caesar Valle                                                           |
| Sentidos Opuestos  | Sentidos Opuestos (1993)                  | "La vida"                              | Caesar Valle                                                           |
| Alejandra Guzmán   | Libre (álbum de Alejandra Guzmán)(1993)   | "Dime Adiós"                           | Caesar Valle                                                           |
| Alejandra Guzmán   | Libre (álbum de Alejandra Guzmán)(1993)   | "Míralo, Míralo"                       | Di Felisatti                                                           |
| Alejandra Guzmán   | Libre (álbum de Alejandra Guzmán)(1993)   | "Calles de fuego"                      | Caesar Valle                                                           |
| Alejandra Guzmán   | Libre (álbum de Alejandra Guzmán)(1993)   | "Angeles Caídos"                       | Caesar Valle                                                           |
| Alejandra Guzmán   | Libre (álbum de Alejandra Guzmán)(1993)   | "Hey tú"                               | Caesar Valle                                                           |
| Alejandra Guzmán   | Libre (álbum de Alejandra Guzmán)(1993)   | "Mala Hierba"                          | Caesar Valle, Marina                                                   |
| Alejandra Guzmán   | Libre (álbum de Alejandra Guzmán)(1993)   | "Te Esperaba"                          | Di Felisatti                                                           |
| Yuri               | Reencuentros (1994)                       | "No puedo más"                         | Di Felisatti                                                           |
| Yuri               | Reencuentros (1994)                       | "Me tienes que querer"                 |                                                                        |
| Alejandra Guzmán   | Navidad con las estrellas (1995)          | "Feliz Navidad"                        |                                                                        |
| Patricia Manterola | Hambre de amor (1995)                     | "Lo juro"                              |                                                                        |
| Patricia Manterola | Hambre de amor (1995)                     | "Ni caso"                              |                                                                        |
| Patricia Manterola | Hambre de amor (1995)                     | "Hambre de amor"                       |                                                                        |
| Patricia Manterola | Hambre de amor (1995)                     | "Quiero"                               |                                                                        |
| Patricia Manterola | Hambre de amor (1995)                     | "Regálame una rosa"                    |                                                                        |
| Patricia Manterola | Hambre de amor (1995)                     | "Acuérdate de mi"                      |                                                                        |
| Patricia Manterola | Hambre de amor (1995)                     | "Mi religión eres tú"                  |                                                                        |
| Patricia Manterola | Hambre de amor (1995)                     | "Eclipse de amor"                      |                                                                        |
| Patricia Manterola | Hambre de amor (1995)                     | "Quien no trabaja no hace el amor"     |                                                                        |
| Patricia Manterola | Hambre de amor (1995)                     | "Vuelo donde me lleva el corazón"      |                                                                        |
| Fey                | Fey (álbum) (1995)                        | "Bombón"                               | G.P. Felisatti                                                         |
| Fey                | Fey (álbum) (1995)                        | "Gatos en el balcón"                   | F. Marugan                                                             |
| Fey                | Fey (álbum) (1995)                        | "Fiebre de sábado"                     | G.P. Felisatti                                                         |
| Fey                | Fey (álbum) (1995)                        | "La soledad me matará"                 | G.P. Felisatti                                                         |
| Fey                | Fey (álbum) (1995)                        | "Media Naranja"                        | F. Marugan                                                             |
| Fey                | Fey (álbum) (1995)                        | "Me enamoro de ti"                     | F. Marugan                                                             |
| Fey                | Fey (álbum) (1995)                        | "Dos corazones"                        | G.P. Felisatti                                                         |
| Fey                | Fey (álbum) (1995)                        | "Tirando a matar"                      | G.P. Felisatti                                                         |
| Fey                | Fey (álbum) (1995)                        | "Bailando bajo la lluvia"              |                                                                        |
| Fey                | Fey (álbum) (1995)                        | "La noche se mueve"                    |                                                                        |
| Fey                | Fey (álbum) (1995)                        | "Como pan y chocolate"                 | F. Marugan                                                             |
| Fey                | Tierna la noche (1996)                    | "Las lágrimas de mi almohada"          | F. Marugan                                                             |
| Magneto            | Siempre (1996)                            | "A corazón abierto"                    |                                                                        |
| Gustavo Lara       | Gustavo Lara (1996)                       | "Princesa"                             | F. Marugan                                                             |
| Gustavo Lara       | Gustavo Lara (1996)                       | "A luz de las velas"                   | F. Marugan                                                             |
| Gustavo Lara       | Gustavo Lara (1996)                       | "A la sombra de los ángeles"           | F. Marugan                                                             |
| Gustavo Lara       | Gustavo Lara (1996)                       | "El precio de la pasión"               | F. Marugan                                                             |
| Gustavo Lara       | Gustavo Lara (1996)                       | "Un hueco entre mis brazos"            | F. Marugan                                                             |
| Gustavo Lara       | Gustavo Lara (1996)                       | "Aliento con aliento"                  | F. Marugan                                                             |
| Flavio César       | Qué será de mi (1996)                     | "Lo que necesito"                      |                                                                        |
| Mercurio           | Mercurio (1996)                           | "Enamoradísimo"                        | F. Marugan                                                             |
| Mercurio           | Mercurio (1996)                           | "Un puñado de humo"                    | F. Marugan                                                             |
| Mercurio           | Mercurio (1996)                           | "Besos que matan"                      | F. Marugan                                                             |
| Mercurio           | Mercurio (1996)                           | "Sellado con un beso"                  | F. Marugan                                                             |
| Mercurio           | Mercurio (1996)                           | "Trece años"                           | F. Marugan                                                             |
| Mercurio           | Mercurio (1996)                           | "Cómo decirle que la quiero"           | F. Marugan                                                             |
| Mercurio           | Mercurio (1996)                           | "La puerta de la escuela"              | F. Marugan                                                             |
| Mercurio           | Mercurio (1996)                           | "Niños de la calle"                    | F. Marugan                                                             |
| Mercurio           | Mercurio (1996)                           | "Donde la vuelte el aire"              | F. Marugan                                                             |
| Yuri               | Más fuerte que la vida (1996)             | "Imposible amarte como yo"             | Di Felisatti                                                           |
| Yuri               | Más fuerte que la vida (1996)             | "Yo te pido amor"                      | G.P. Felisatti                                                         |
| Yuri               | Más fuerte que la vida (1996)             | "Déjala"                               | G.P. Felisatti                                                         |
| Yuri               | Más fuerte que la vida (1996)             | "Es ella más que yo"                   | G.P. Felisatti                                                         |
| Yuri               | Más fuerte que la vida (1996)             | "No puedo más"                         | Di Felisatti                                                           |
| Yuri               | Más fuerte que la vida (1996)             | "Me tienes que querer"                 |                                                                        |
| Charlie            | Charlie (1996)                            | "La Fuerza de la sangre"               | M. Alejandro, B. Beigbeder, S. Beigbeder, V. Beigbeder, G.P. Felisatti |
| Iran Castillo      | Tiempos Nuevos (1997)                     | "La Flor del Paraíso"                  | F. Marugán                                                             |
| Iran Castillo      | Tiempos Nuevos (1997)                     | "Yo Por Él"                            | Mauro Contarini                                                        |
| Fey                | El Color de los Sueños (1998)             | "Cielo Líquido"                        | D. Boradoni                                                            |
| Fey                | El Color de los Sueños (1998)             | "La Madrugada, Tú Y La Radio"          | D. Boradoni                                                            |
| Fey                | El Color de los Sueños (1998)             | "La espuma de los días"                | D. Boradoni                                                            |
| Fey                | El Color de los Sueños (1998)             | "Díselo con flores"                    | L. Nutti                                                               |
| Fey                | El Color de los Sueños (1998)             | "Canela"                               | D. Boradoni                                                            |
| Fey                | El Color de los Sueños (1998)             | "Vuelve"                               | J. Giralt                                                              |
| Fey                | El Color de los Sueños (1998)             | "Él"                                   | D. Boradoni                                                            |
| Fey                | El Color de los Sueños (1998)             | "Almibar"                              | D. Boradoni                                                            |
| Fey                | El Color de los Sueños (1998)             | "No tengo novio"                       | D. Boradoni                                                            |
| Fey                | El Color de los Sueños (1998)             | "El Color de los Sueños"               | J. Giralt                                                              |
| Fey                | El Color de los Sueños (1998)             | "De Corazón a corazón"                 | D. Boradoni                                                            |
| Fey                | El Color de los Sueños (1998)             | "Flor de un día"                       | D. Boradoni                                                            |
| Fey                | El Color de los Sueños (1998)             | "Lye"                                  | D. Boradoni                                                            |
| Onda Vaselina      | Vuela más alto (1998)                     | "Vuela más alto"                       |                                                                        |
| Onda Vaselina      | Vuela más alto (1998)                     | "Educación Sentimental"                | J. Giralt                                                              |
| Onda Vaselina      | Vuela más alto (1998)                     | "Caleidoscópico"                       | J. Giralt                                                              |
| Onda Vaselina      | Vuela más alto (1998)                     | "Encadenados"                          | D. Boradoni                                                            |
| Onda Vaselina      | Vuela más alto (1998)                     | "Con la cabeza en los pies"            | J. Giralt                                                              |
| Tierra Cero        | Volverás a sentir (1998)                  | "Campanas al viento"                   | D. Boradoni                                                            |
| M2M                | Shades of Purple (1998)                   | "Todo lo que haces"                    |                                                                        |
| Alexandra          | Alexandra (2000)                          | "Pon a bailar"                         |                                                                        |
| Marc Anthony       | Libre (2001)                              | "Barco a la deriva"                    | Caesar Valle                                                           |
| Jeans              | Cuarto para las cuatro (2001)             | "Nadie me entiende"                    | J. Giralt                                                              |
| Jeans              | Cuarto para las cuatro (2001)             | "Azul"                                 |                                                                        |
| Jeans              | Cuarto para las cuatro (2001)             | "Mensajes en botellas"                 | F. Marugan                                                             |
| Jeans              | Cuarto para las cuatro (2001)             | "Contigo a muerte"                     | J. Giralt                                                              |
| Jeans              | Cuarto para las cuatro (2001)             | "El amor que está naciendo"            | F. Marugan                                                             |
| Jeans              | Cuarto para las cuatro (2001)             | "Entre azul y buenas noches"           | F. Marugan                                                             |
| Jeans              | Cuarto para las cuatro (2001)             | "Nunca olvides que te quiero"          | J. Giralt                                                              |
| Ilse.Ivonne.Mimi   | IIM (2002)                                | "Algo más"                             | F. Marugan                                                             |
| Fey                | Amo (2027)                                | "Amo"                                  |                                                                        |
| Isabel Pantoja     | Diez Boleros y una canción de amor (2006) | "Una Mujer de Verdad"                  | I. Pantoja                                                             |